# Airbus A400M Atlas
Airbus A400M (фр.: [ɛʁbys] ( прослухати), укр. Ерб́юс, англ.: [ˈɛərbʌs] — укр. Ейрб́ас) — чотиримоторний турбогвинтовий військовий транспортний літак, що розроблявся Airbus Military.
Перший екземпляр А400М було продемонстровано 26 червня 2008 р. в м. Севілья.
За станом на липень 2011 р. замовлено 174 літаки, у тому числі для Повітряних сил Німеччини — 53, Франції — 50, Іспанії — 27, Великої Британії — 22. Крім того, замовлені літаки для ВПС Туреччини, Бельгії, Люксембургу, Малайзії та Казахстану.
Airbus планує випускати 30 літаків на рік.
Перші 4 серійних літаки мали зійти з конвеєра в 2012 р. Вже на початку 2013 р. Airbus Military планує передати перші A400M на озброєння ВПС Франції.. Станом на січень 2017 року випущено 38 літаків.
В травні 2021 року було виготовлено 100-тий літак. Того ж місяця нальот флоту А400М сягнув сто тисяч годин.

## Конструкція

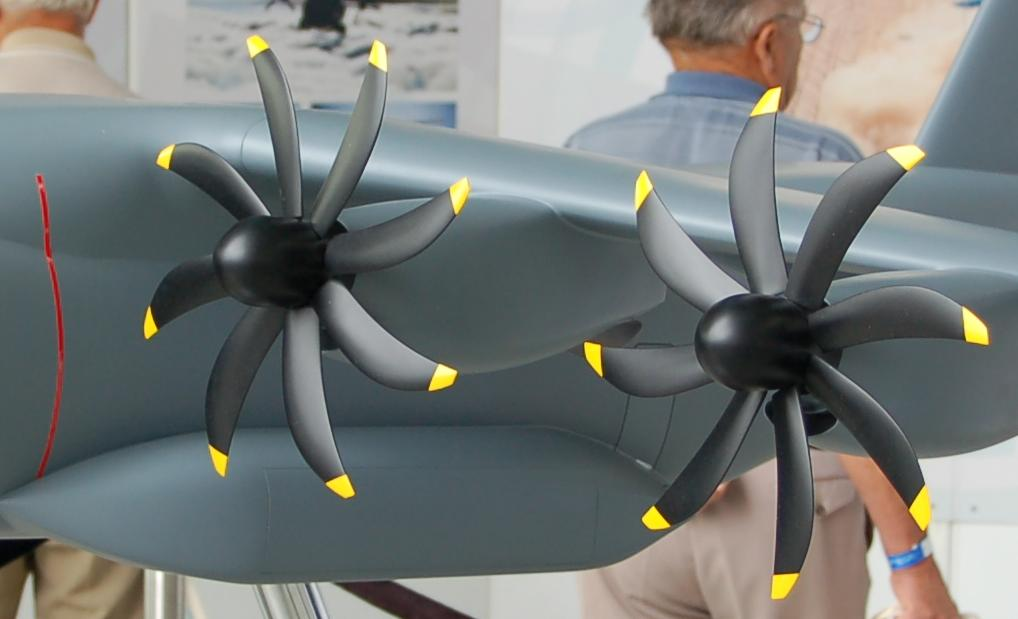
турбогвинтові двигуни A400M (модель)

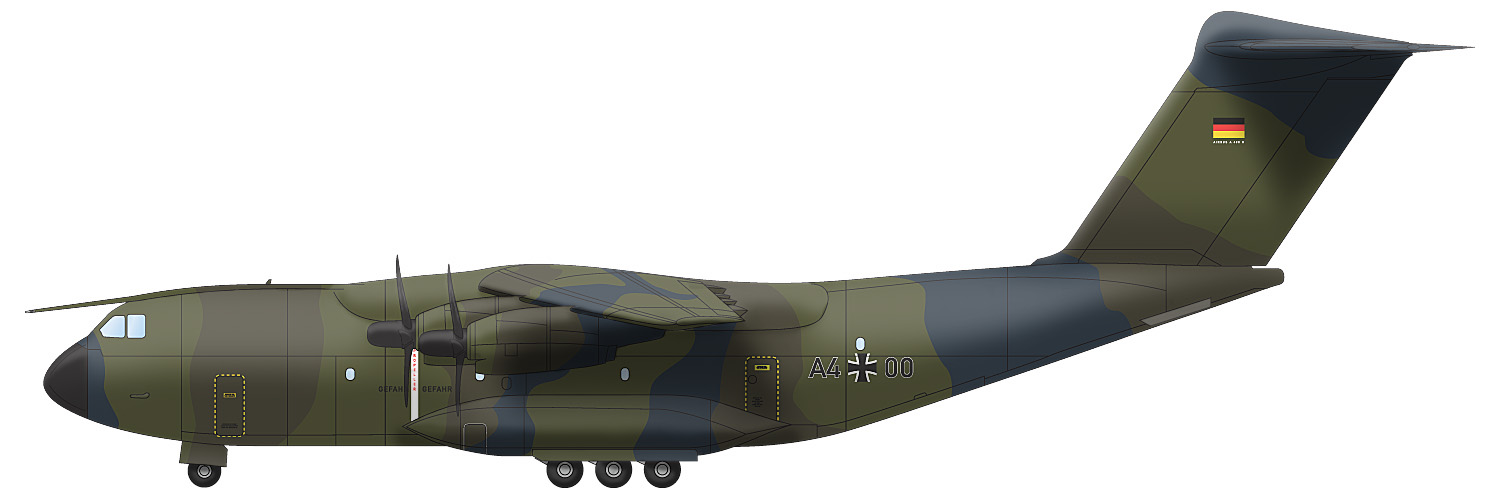
Креслення літака для ВПС Німеччини

Композитний пропелер A400М, який має вісім лопатей і діаметр 5,34 метра, є одним з найбільших у світі. Він був спеціально розроблений для потужних двигунів A400М в 11 тис. кінських сил.

## Історія розробки
Угода про створення єдиного європейського військово-транспортного літака була підписана в 1982 році, але через розбіжності між компаніями та країнами-учасницями проекту він був відкладений.
У 2003 році Франція, Німеччина, Італія, Іспанія, Велика Британія, Туреччина, Бельгія та Люксембург підписали спільну угоду про закупівлю в компанії EADS 212 літаків А400М. Пізніше Італія вийшла з проекту, і кількість замовлених літаків скоротилося до 180.
Вартість проекту склала 20 мільярдів євро, однак концерн запросив у семи європейських держав-покупців A400M ще 5 мільярдів євро на завершення його розробки.
Перший політ був запланований на січень 2008 року, а введення в експлуатацію — на 2009. Згодом дата першого польоту була перенесена на липень 2008 р., а потім на вересень. У вересні розробник оголосив про затримку першого польоту на невизначений час до завершення доопрацювання двигунів. У кінцевому підсумку перший політ відбувся 11 грудня 2009 року.
За задумом розробників, літак А400М буде забезпечувати перекидання військ і вантажів, їх десантування парашутним або посадковим способом у будь-яких метеоумовах і вночі з використанням непідготовлених ЗПС, в тому числі ґрунтових, і мати відносно низьку вартість життєвого циклу. Крім того, цей ВТЛ повинен виконувати польоти на високій дозвуковій швидкості на малих висотах у складі групи, мати броньовані кабіну екіпажу і життєво важливі системи, а також чотири підкрилових пілона для установки на них підвісних агрегатів заправки або контейнерів системи РЕБ. За оцінкою його творців, термін служби нової машини складе не менше 30 років, а діапазон експлуатаційних температур ±50 °С. Комплекси і системи бортового радіоелектронного обладнання (БРЕО) планується об'єднати мультиплексною шиною розподілу даних стандарту MIL-STD-1553B.
Новий літак буде являти собою широкофюзеляжний моноплан з високорозташованим крилом, Т-подібним хвостовим оперенням і вантажною рампою в задній частині фюзеляжу. У конструкції передбачається широко використовувати композиційні матеріали, а також вузли та агрегати модульного типу.
До складу силової установки машини намічається ввести чотири турбогвинтові двигуни потужністю не менше 11 000 к. с. кожен. Як основний варіант розглядається перспективний двигун Ml 38 спільної розробки фірм SNECMA (Франція), MTU (ФРН), «Фіат авіа» (Італія) і ITP (Іспанія), виконаний на базі газогенератора двоконтурного турбореактивного двигуна М88, яким оснащений тактичний винищувач «Рафаль». На початку 2000 року ці компанії ухвалили рішення про створення нового підприємства — TIP (Turboprop International), основним завданням якого буде розробка і виробництво двигунів Ml 38 для літака А-400М. Вважається, що це дозволить досягти заданих ТТХ літака.
До передбачуваного складу БРЕО літака будуть входити сучасні станції радіолокації, високоточна навігаційна система, перспективні засоби відображення інформації в кабіні, в тому числі кольорові багатофункціональні індикатори та апаратура відображення інформації на лобовому склі, а також система вбудованого контролю, що, на думку розробників, може істотно знизити навантаження на екіпаж і скоротити його до двох осіб.
Об'єм вантажного відсіку буде близько 340 м³, що майже в 2 рази більше, ніж в існуючих літаків аналогічного призначення. Це дозволить розміщувати всі основні зразки озброєння без попереднього розбирання, у тому числі вертольоти АН-64, «Тигр», А. 129, «Пума» HNH-90, артилерійські гармати, у тому числі 203-мм гаубиці M110 (САУ), реактивні системи залпового вогню і бронетранспортери. При цьому він повинен бути оснащений вантажною рампою, на якій можливе установлення вантажів і техніки вагою не менше 6 т.
За розрахунками розробників, перспективний літак буде володіти високою бойовою ефективністю та поліпшеними експлуатаційними характеристиками в порівнянні з існуючими ВТЛ тактичного призначення. Завдяки своїм злітно-посадковим характеристикам та вдосконаленій конструкції шасі він буде здатний виконувати зліт (посадку) з непідготовлених ґрунтових майданчиків довжиною до 900 м, що на понад 25 відсотків більше, ніж у Ан-70, якому достатньо майданчика довжиною 600 м.
На базі А400М планується створити варіант транспортно-заправного літака з двома або трьома точками заправки. Вважається, що маючи на борту 45 т палива для віддачі, він зможе забезпечити патрулювання протягом 3 год на відстані близько 930 км від аеродрому базування.
Загальна вартість програми розробки ВТЛ А400М близько 6 млрд доларів. За оцінками зарубіжних експертів, ВПС західноєвропейських країн необхідно понад 250 нових машин (ФРН — 75, Франція — 62, Велика Британія — до 50, Італія — 32, Туреччина — 20, Бельгія — 12 і Португалія — 9) при вартості 60-70 млн доларів.
У зв'язку зі скороченням оборонного бюджету на період з 1997 по 2002 рік, Франція і ФРН відмовилися від державного фінансування програми. Разом з тим вони не заперечують проти створення літака за рахунок коштів фірм-розробників, які в подальшому будуть їм відшкодовані. Для вибору оптимальних рішень щодо придбання для своїх ВПС нових машин, фахівці Європейського Союзу провели аналіз стану розробки перспективних ВТЛ у США, Росії і Україні з метою визначення можливості і доцільності їх закупівлі.
В узагальненій доповіді зазначалося, що перспективні ВТЛ С-17А (США), Ан-70 (Росія, Україна) та його експортний варіант — Ан-7Х значно перевершують літак А-400М з низки тактико-технічних показників, зокрема за критерієм «корисне навантаження/дальність польоту», і повністю відповідають європейським стандартам, було також відзначено, що розробка ВТЛ Ан-70 випереджає проект А-400М не менше, ніж на десять років. У той же час їх закупівля для ВПС західноєвропейських країн визнана небажаною і обґрунтована необхідність проведення подальших робіт за даною програмою. Основними аргументами на користь цього є порівняно висока вартість американських машин, а також необхідність збереження і подальшого розвитку потенціалу європейської аерокосмічної промисловості та виходу на міжнародний ринок з літаками власної розробки.
З цією метою основні фірми-учасниці програми на базі компанії «Aérospatiale» створили промислове об'єднання «Airbus Military», що охоплює близько 30 відсотків її виробничих потужностей. Основним його завданням є проведення робіт із забезпечення підготовки виробництва і будування дослідного зразка літака. Фінансування цієї фази (близько 500 млн доларів) здійснюють безпосередньо фірми-учасниці створення нового ВТЛ. Об'єднання висловило готовність фінансувати французьку частину програми (1,3 млрд доларів) при отриманні твердих гарантій замовлення французькими ВПС з наступною оплатою не менше 52 машин. Фахівці фірми вважали, що перший політ нового літака може відбутися в 2004 році, а поставки ВТЛ в стройові частини почнуться в 2006-му.
26 червня 2008 в місті Сан Пабло неподалік від Севільї, на авіазаводі іспанської компанії CASA, що входить до складу EADS, відбулася церемонія викатки першого прототипу середнього військово-транспортного літака А400М.

### Збільшення вартості проекту
- 9 грудня 2009 Financial Times повідомила, що Airbus попросив додатково €5 мільярдів субсидії для завершення проекту[6].

- 11 січня 2010 Том Ендерс, голова Airbus, інформував BBC World, що він готовий скасувати виробництво A400M, якщо уряди європейських країн не передбачають додаткове фінансування. Затримка в проекті A400M вже збільшила бюджет на 25 %.[7]. «Настав час вирішувати долю A400M», — заявив Ендерс, який оголосив своїм підлеглим про ймовірне закриття проекту. «Ми зробили велику помилку, погодившись шість чи сім років тому на будівництво A400M», — заявив він.

- Станом на 10 січня 2010 року Туреччина та Німеччина відмовляються виділяти додаткові кошти на добудову А400М[8].

- Станом на 19 січня 2010 р. постачання літаків переноситься на 2013 рік, а вартість проекту зросла майже на 50 %[9].

- 12 лютого 2010 року голова компанії EADS, яка володіє Airbus'ом, надіслав країнам-замовникам листа, де погрожував остаточно зупинити програму А400М, якщо не буде вирішене питання з наданням додаткових 6,4 млрд євро фінансування.

- Станом на 17 лютого 2010 Airbus запропонував обмежитися створенням цивільної версії А400М, задля здешевлення розробки перших літаків і з тим, щоб замовники почали експлуатувати нові літаки якнайшвидше. Коли очікувати військову версію — не оголошується. Щоправда, замовники замовляли саме військовий літак. Не зрозуміло, навіщо їм цивільна версія.[10]

## Проблеми під час перших польотів
- Перший політ урочисто відбувся 11 грудня 2009. Пілоти та представники компанії заявили, що політ відбувся нормально і все працювало, як заплановано. Через місяць стало відомо, що під час польоту відмовив один з двигунів.[11]

- Також під час наступних польотів літак так і не зміг досягти обіцяної «стелі» в 12200 метрів, досягнувши лише 10400, що майже на 2 кілометри нижче від запланованого.[12]
- У 2011 році літак брав участь в авіасалоні в Ле-Бурже, але заплановані польоти виконати не зміг через те, що виникли проблеми з двигуном.[13]

## Відмови від замовлень
- У травні 2003 року Франція, Німеччина, Італія, Іспанія, Велика Британія, Туреччина, Бельгія та Люксембург підписали спільну угоду про закупівлю в компанії EADS 212 літаків А400М. Пізніше Італія вийшла з проекту, і кількість літаків, які потрібно зробити, скоротилася до 180 .[14][джерело?]
- 18 липня 2005 ВПС Чилі підписав меморандум про взаєморозуміння відносно трьох літаків, які будуть поставлені між 2018 і 2022 .Але незабаром замовлення було відмінено.[15][джерело?]
- У грудні 2004 року, Південна Африка оголосила про намір придбати вісім A400Ms на загальну суму близько 800 млн, за умови приєднання країни до Airbus Military як промислового партнера. Постачання очікувалися з 2010 до 2012 року. Потім на 3 квітня 2009 ВПС Південної Африки заявили, що почнуть розгляд альтернатив A400M через затримку виробництва і зростання витрат. 5 листопада 2009 уряд оголосив про скасування замовлення, посилаючись на те, що збільшилися витрати і затримки в постачанні.[16]
- В березні 2010 стало відомо, що Велика Британія збирається відмовитися від купівлі 3-х літаків А400М, знизивши кількість свого замовлення з 25 до 22 літаків.[17] В той же час Німеччина оголосила, що теж може зменшити обсяг замовлення.
- В жовтні 2010 Німеччина остаточно вирішила скоротити своє замовлення на 7 літаків. І тепер очікує постачання тільки 53 літаків. Загальна кількість замовлень скоротилася до 170 літаків, при тому, що початково замовлялося 212 літаків.
- В липні 2011 ПАР стала вимагати негайного повернення грошей за 8 непридбаних А400М.

## Технічні характеристики
- Модифікація: А400М
- Розмах крила, м: 42.40
- Довжина літака, м: 45.10
- Висота літака, м: 14.70
- Площа крила, м²: 221.5
- Маса порожнього літака, кг: 70000
- Маса максимальна злітна, кг: 141000
- Запас палива, кг: 50500
- Тип двигуна: 4 ТВД Europrop International TP400-D6
- Потужність, к.с.: 4 х 11000
- Крейсерська швидкість, км/год: 780 (М = 0.72)
- Перегінна дальність, км: 9260
- Практична дальність, км: 7220
- Дальність з максимальним завантаженням, км: 4300
- Практична стеля, м: 11280
- Екіпаж, чол: 2-3

## Критика недоліків
- Під час прийомки першого замовленого німецьким Люфтваффе A400M в листопаді 2014 інспектори Бундесверу та європейської Організації спільних проектів озброєння (OCCAR) виявили у літака 875 дефектів. У спільному протоколі між іншим були зазначені такі недоліки, як: витік гідравлічного масла на головне шасі та шини, відсутність ізоляції у деяких електричних кабелів, погане пофарбування хвостового керма тощо[18].

- Відзначається, що під час розробки моделі фірма-проектувальник Airbus мала усунути масивні проблеми із стабільністю фюзеляжу літака[19].

- Захист літака від ракет земля-повітря планується встановити тільки в 2016 році. Це означає, що до цього A400M не може бути використовуваний для транспортування військ в Афганістан або для виконання гуманітарних місій в інших кризових регіонах світу, в першу чергу таких, як Африка[20].

## Оператори

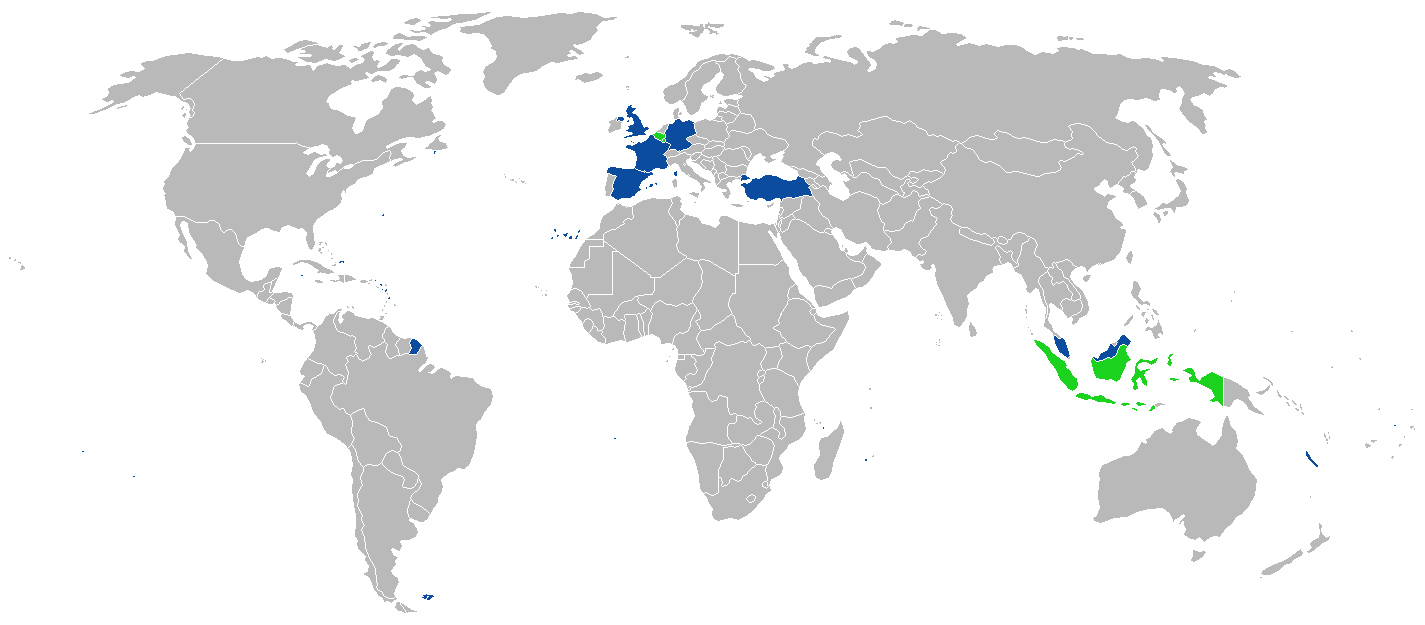
Країни — оператори літака.
Поточні оператори
Замовлено літаків

Станом на 22 червня 2018 року було замовлено 174 та доставлено замовникам 65 літаків.
- Німеччина — 27 травня 2003 року замовлено 53 літаки, станом на червень 2018 року отримано 19[21]. Перші літаки поступили на службу в грудні 2014 року. Замовлення було скорочено з 60 до 53 (плюс опціон на 7) літаків,[22] та спробує залучити 13 машин в міжнародний транспортний альянс[23].
- Франція — 27 травня 2003 року замовлено 50 літаків, станом на червень 2018 року отримано 14[24]. Перші літаки поступили на службу в серпні 2013 року.
- Іспанія — 27 травня 2003 року замовлено 27 літаків, станом на червень 2018 року отримано 2[25][26]. Перші літаки поступили на службу в листопаді 2016 року. Початковий контракт у €3,453 млрд зріс до €5,493 млрд в 2010 році.[27] Постачання 13 літаків було відкладено до 2025—2030 років.[28]
- Велика Британія — 27 травня 2003 року замовлено 22 літака, станом на 7 червня 2018 року отримано 20[29] перші літаки поступили на службу в листопаді 2014 року[30]. Контракт був скорочений з 25 до «щонайменше 22» літаків.[31]
- Туреччина — 27 травня 2003 року замовлено 10 літаків, станом на 22 червня 2018 року отримано 6[32] перші літаки поступили на службу в квітні 2014 року[33][34]
- Бельгія — 27 травня 2003 року замовлено 7 літаків, мають надійти до 2019—2020 років[35]
- Люксембург — 27 травня 2003 року замовлено 1 літак, очікується, що літак буде отриманий в 2020 році. База знаходитиметься у Бельгії як частина спільного повітряного флоту.[36]
- Малайзія — в грудні 2005 року замовлено 4[37] літаки, всі 4 отримані до березня 2017 року[38]. Стала першою не-європейською країною та не членом НАТО, яка придбала A400M[38].
- Казахстан — У грудні 2024 року Казахстан отримав перший з двох замовлених A400M, ставши дев'ятою країною-оператором цього літака.[39].

### Казахстан
В серпні 2021 року Казахстан замовив у європейського авіабудівного концерну Airbus два військово-транспортні літаки A400M. Поставка першого борту запланована на 2024 рік.
Контракт передбачає повний комплекс технічного обслуговування літаків.
Паралельно з угодою сторони підписали Меморандум про взаєморозуміння у сфері обслуговування та капітального ремонту. Він передбачає окрім іншого створення локального центру обслуговування літаків C295.

## Аварії та катастрофи
| Дата     | Бортовий номер | Місце катастрофи | Жертви | Короткий опис                                            |
| -------- | -------------- | ---------------- | ------ | -------------------------------------------------------- |
| 09.05.15 | EC-403         | Севілья          | 4/6    | Впав незадовго після зльоту при спробі екстреної посадки |